# Lagynochthonius pugnax
Lagynochthonius pugnax ((Mahnert, 1978), es una especie de arácnido del orden Pseudoscorpionida de la familia Chthoniidae.

## Distribución geográfica
Se encuentra en la República del Congo.